# Епархия Роттердама

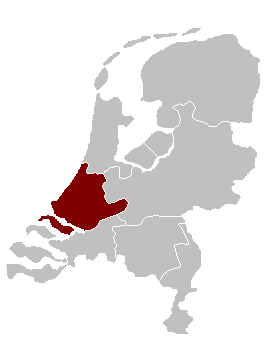
Карта расположения епархии Роттердама

Епархия Роттердама (лат. Dioecesis Roterodamensis) — епархия Римско-Католической церкви с центром в городе Роттердам, Нидерланды. Епархия Роттердама входит в митрополию Утрехта.

## История
16 июля 1955 года Святым Престолом была учреждена епархия Роттердама, выделившаяся из епархии Харлема-Амстердама.

## Список епископов
- епископ Martien Antoon Jansen (10.03.1956 — 2.01.1970)
- епископ Адрианус Йоханнес Симонис (29.12.1970 — 27.06.1983), назначен архиепископом-коадъютором Утрехта; с 25 мая 1985 года — кардинал
- епископ Ronald Philippe Bär (19.10.1983 — 13.03.1993)
- епископ Adrianus Herman van Luyn (27.11.1993 — 14.01.2011)
- епископ Johannes Harmannes Jozefus van den Hende (с 10 мая 2011 года)[1]

## Источник
- Annuario Pontificio, Ватикан, 2005